# Grand Prix Cycliste de Montréal 2010
1. ročník jednodenního cyklistického závodu Grand Prix Cycliste de Montréal se konal 12. září 2010 ve Kanadě. Závod dlouhý 193,6 km vyhrál Nizozemec Robert Gesink z týmu Rabobank. Na druhém a třetím místě se umístili Slovák Peter Sagan (Liquigas–Doimo) a Kanaďan Ryder Hesjedal (Garmin–Transitions).

## Týmy
Závodu se zúčastnilo 22 týmů, z toho 18 UCI ProTeamů, 3 UCI Professional Continental týmy a národní tým Kanady. Na start se postavilo 166 jezdců, z nichž 91 závod dokončilo.

### UCI ProTour týmy
- Ag2r–La Mondiale
- Astana
- Caisse d'Epargne
- Euskaltel–Euskadi
- Footon–Servetto–Fuji
- Française des Jeux
- Garmin–Transitions
- Lampre–Farnese Vini
- Liquigas–Doimo
- Omega Pharma–Lotto
- Quick-Step
- Rabobank
- Team Sky
- Team HTC–Columbia
- Team Katusha
- Team Milram
- Team RadioShack
- Team Saxo Bank

### UCI Professional Continental týmy
- Bbox Bouygues Telecom
- BMC Racing Team
- Cofidis

### Národní týmy
- Kanada

## Výsledky
| Pořadí | Jezdec                   | Tým                 | Čas        |
| ------ | ------------------------ | ------------------- | ---------- |
| 1      | Robert Gesink (NED)      | Rabobank            | 4h 58' 22" |
| 2      | Peter Sagan (SVK)        | Liquigas–Doimo      | + 4"       |
| 3      | Ryder Hesjedal (CAN)     | Garmin–Transitions  | + 4"       |
| 4      | Haimar Zubeldia (ESP)    | Team RadioShack     | + 4"       |
| 5      | Maxime Monfort (BEL)     | Team HTC–Columbia   | + 4"       |
| 6      | Samuel Sánchez (ESP)     | Euskaltel–Euskadi   | + 9"       |
| 7      | Leonardo Duque (COL)     | Cofidis             | + 14"      |
| 8      | Alexander Bocharov (RUS) | Team Katusha        | + 14"      |
| 9      | Francesco Gavazzi (ITA)  | Lampre–Farnese Vini | + 14"      |
| 10     | Alessandro Ballan (ITA)  | BMC Racing Team     | + 14"      |